# Ral·li Dakar 2009
L'edició de 2009 del Ral·li Dakar fou la 30a d'aquesta prova. Va començar oficialment a les 7:00 a.m. UTC del 3 de gener del 2009 i va tenir lloc a l'Argentina i Xile. Encara que tradicionalment tenia lloc a Europa i Àfrica, acabant a Dakar, els organitzadors de la cursa van decidir canviar de lloc la cursa per problemes de seguretat. L'edició de l'any passat ja va ser suspesa un dia abans que comencés per amenaces d'Al Qaida a Mauritània. La trentena edició acabarà el 18 de gener després d'haver recorregut territoris com Les Pampes, el nord de la Patagònia i el desert d'Atacama.

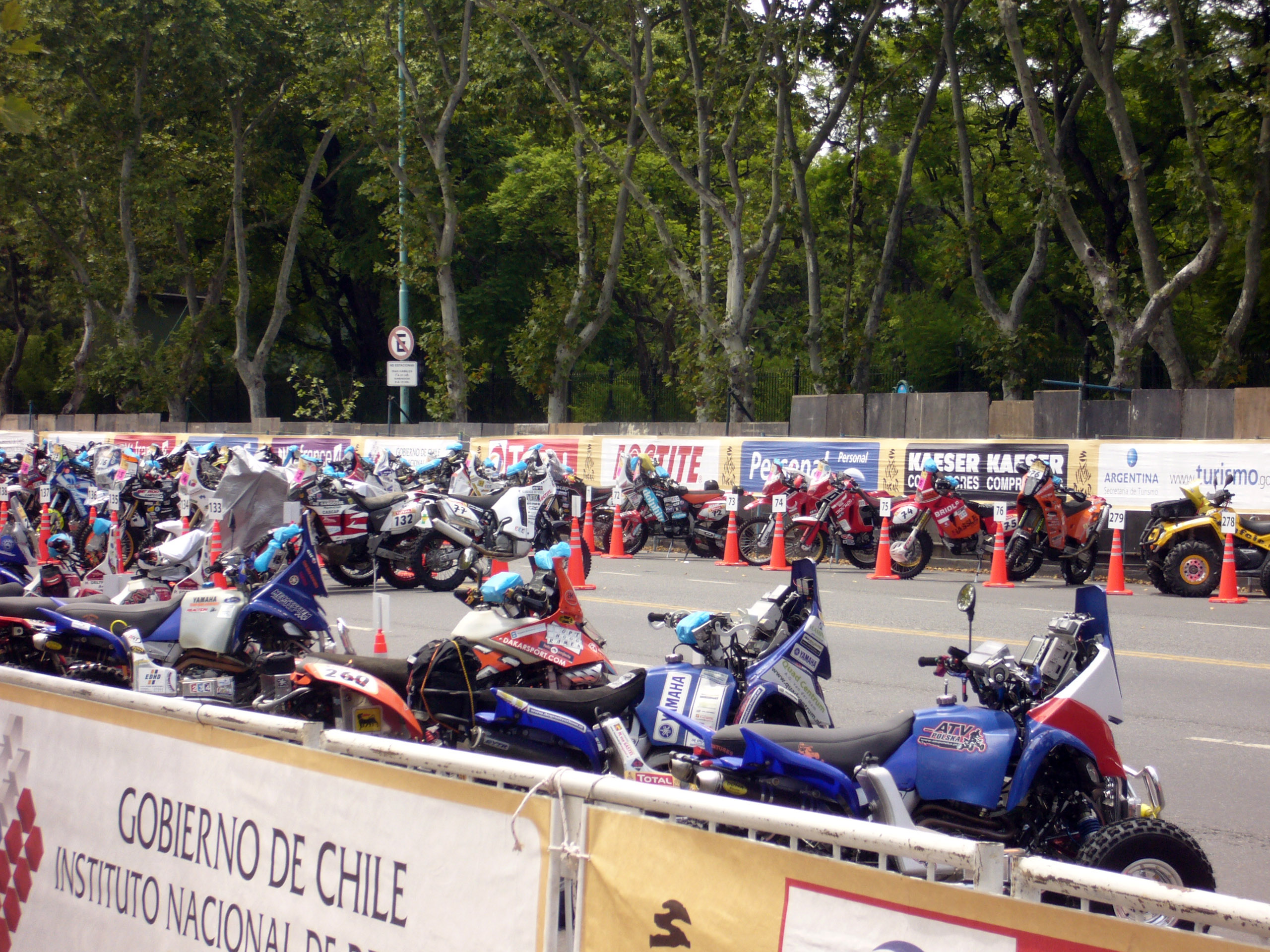
Motos i quads preparats per la sortida.

Hi participen 540 equips de 50 nacions. Els equips van fer les proves tècniques a Buenos Aires entre el 31 de desembre i el 2 de gener, i 217 motos, 25 quads, 177 cotxes i 81 camions conduïts per un total de 837 persones van ser aprovats per començar.
Els organitzadors van invertir uns 13 milions d'euros (sense comptar les despeses de cada equip). Malgrat la crisi econòmica mundial, Étienne Lavigne va dir que aquesta "no afecta el ral·li".
Étienne Lavigne, el director del ral·li, va anunciar la nova localització de la cursa el febrer del 2008, dient:
| « | «Els competidors del Dakar descobriran un nou territori, un nou escenari, però amb el mateix esperit de competició, amb etapes molt difícils.» | » |

## Ruta
La cursa començarà a Buenos Aires (Argentina) i farà una volta per tornar a Buenos Aires. La distància recorreguda es preveien d'uns 9.574 quilòmetres, dels quals 5.652 es preveien cronometrats. Hi haurà un dia de descans a Valparaíso (Xile) el 10 de gener.
Hi hagué 10 etapes a l'Argentina i 3 a Xile.
| 1                                         | 3 de gener  | Buenos Aires           | Santa Rosa (Argentina) | 196 | 371 | 166 | 733 |
| 2                                         | 4 de gener  | Santa Rosa (Argentina) | Puerto Madryn          | 0   | 237 | 600 | 837 |
| 3                                         | 5 de gener  | Puerto Madryn          | Jacobacci              | 70  | 616 | 8   | 694 |
| 4                                         | 6 de gener  | Jacobacci              | Neuquén                | 4   | 459 | 25  | 488 |
| 5                                         | 7 de gener  | Neuquén                | San Rafael             | 173 | 506 | 84  | 763 |
| 6                                         | 8 de gener  | San Rafael             | Mendoza                | 76  | 395 | 154 | 625 |
| 7                                         | 9 de gener  | Mendoza                | Valparaíso             | 80  | 419 | 317 | 816 |
| 10 de gener − Dia de descans a Valparaíso |             |                        |                        |     |     |     |     |
| 8                                         | 11 de gener | Valparaíso             | La Serena              | 245 | 294 | 113 | 652 |
| 9                                         | 12 de gener | La Serena              | Copiapó                | 88  | 449 | 0   | 537 |
| 10                                        | 13 de gener | Copiapó                | Copiapó                | 20  | 666 | 0   | 686 |
| 11                                        | 14 de gener | Copiapó                | Fiambalá               | 20  | 215 | 445 | 680 |
| 12                                        | 15 de gener | Fiambalá               | La Rioja               | 4   | 253 | 261 | 518 |
| 13                                        | 16 de gener | La Rioja               | Córdoba                | 161 | 545 | 47  | 753 |
| 14                                        | 17 de gener | Córdoba                | Buenos Aires           | 224 | 227 | 341 | 792 |

## Resultats
| # | Resultat de l'etapa | Resultat de l'etapa          | Resultat de l'etapa     | Resultat de l'etapa      | Resultat general | Resultat general             | Resultat general        | Resultat general         |
| # | Motos               | Quads                        | Cotxes                  | Camions                  | Motos            | Quads                        | Cotxes                  | Camions                  |
| - | ------------------- | ---------------------------- | ----------------------- | ------------------------ | ---------------- | ---------------------------- | ----------------------- | ------------------------ |
| 1 | Marc Coma (KTM)     | Christophe Declerck (Yamaha) | Nasser Al-Attiyah (BMW) | Marcel Van Vliet (GINAF) | Marc Coma (KTM)  | Christophe Declerck (Yamaha) | Nasser Al-Attiyah (BMW) | Marcel Van Vliet (GINAF) |
| 1 | 2h 46' 17"          | 4h 00' 16"                   | 2h 36' 15"              | 3h 15' 07"               | Marc Coma (KTM)  | Christophe Declerck (Yamaha) | Nasser Al-Attiyah (BMW) | Marcel Van Vliet (GINAF) |